# Halimolobos multiracemosus
Halimolobos multiracemosus är en korsblommig växtart som först beskrevs av Sereno Watson, och fick sitt nu gällande namn av Reed Clark Rollins. Halimolobos multiracemosus ingår i släktet Halimolobos och familjen korsblommiga växter. Inga underarter finns listade i Catalogue of Life.